# Slatina, Argeș
Slatina este un sat în comuna Nucșoara din județul Argeș, Muntenia, România.